# Maria Giuseppa Guacci
(Giuseppina Guacci Nobile, Le donne italiane, Rime, 1832)
Maria Giuseppa Guacci Nobile (Napoli, 20 giugno 1807 – Napoli, 25 novembre 1848) è stata una poetessa italiana.
La sua produzione letteraria verteva su temi patriottici, morali e di carattere storico, ed era stilisticamente ascrivibile al romanticismo poetico.

## Biografia
Primogenita dei quattro figli del tipografo Giovanni Guacci e di Saveria Tagliaferri, Maria Giuseppa nacque a Napoli il 20 giugno 1807, e trascorse l'infanzia e l'adolescenza nella modesta casa di vicolo Sergente Maggiore, una traversa di via Toledo. Ancora giovanissima, si formò negli ideali liberali e patriottici della seconda restaurazione borbonica, e fu poi intellettualmente molto attiva sotto il regno di Ferdinando II.
Maria Giuseppa raccontò la sua formazione in una lettera a Muzzarelli del 1832: il padre riteneva superflua un'educazione per le figlie femmine, e la bambina, in cui presto si manifestò la predisposizione per la poesia, si formò da autodidatta, dedicando allo studio dei libretti per musica e di Metastasio, le ore della notte e quelle non occupate nelle faccende domestiche. A tredici anni conobbe il poeta dialettale Domenico Piccinni, che la incoraggiò a proseguire gli studi e le impartì lezioni private, seguito poi dal toscano Schmidt. Alla morte del padre nel 1831, molte delle responsabilità familiari, ricaddero sulle sue spalle. Notata per le sue doti di verseggiatrice da Giuseppe Campagna, che divenne suo maestro verso i diciotto anni, Maria Giuseppa fu introdotta alla scuola di Basilio Puoti, conquistando una discreta fama. Nel frattempo presso la casa paterna si andava costituendo intanto una rete di frequentazioni intellettuali che assunsero la forma di "sabatine", riunioni durante le serate del fine settimana.
Maria Giuseppa Guacci nel 1832 pubblica una raccolta di Rime classiciste; nel 1839, sul Foglio settimanale il saggio Di qual poesia abbisogna il secolo presente. La Guacci fu legata da un amore segreto ad Antonio Ranieri, conosciuto alla scuola di Puoti, e rincontrato nel 1833 al ritorno a Napoli (testimonianza del legame clandestino è un epistolario sentimentale). Nel 1835 sposa, benché non ne sia "innamorata punto", Antonio Nobile, astronomo dell'Osservatorio di Capodimonte e docente di geometria presso il Collegio Medico Cerusico, conosciuto in casa di Carlo Troya. Nella nuova casa la poetessa poté dedicarsi con più agio alla letteratura e riprese lo studio del latino, ma le fu meno facile frequentare gli amici letterati (i Nobile abitavano sulla collina di Capodimonte, piuttosto lontano dal centro di Napoli, e non possedevano una carrozza propria), costretta a cercare sempre qualcuno che la accompagnasse, non potendo, da donna, uscire da sola.
Alla morte di Giacomo Leopardi, scrisse versi in suo onore. Nel 1836, durante l'epidemia del colera ebbe il primo figlio Arminio e nel 1840 nacque Emilia. Dall'esperienza di madre nasce l'Alfabeto (1841), un manuale sull'educazione dei bambini. Da questo interesse per l'infanzia e per l'educazione in prospettiva patriottica, ebbe origine la "Società degli asili infantili", che si occupò della fondazione di strutture pubbliche destinate all'infanzia dei ceti meno abbienti. Gli anni tra il 1843 e il 1845 furono segnati da disagi economici e delusioni politiche. Nel 1847 a Napoli si svolse il settimo Congresso degli Scienziati italiani promosso dalla Società di Pisa, che impegnò Antonio Nobile e indirettamente anche la moglie. Nel 1847 uscì la seconda raccolta di rime.
Il 1848 fu un anno turbolento, e i Nobile ferventi patrioti, seguirono con apprensione e speranza le manifestazioni per l'indipendenza. In febbraio, Ferdinando II concesse la Costituzione. In occasione delle cinque giornate di Milano, la Guacci costituì un gruppo di donne che si occupassero della sottoscrizione per quanti da Napoli partivano per prestare aiuto ai lombardi. Gli avvenimenti di maggio e la delusione, provarono duramente Maria Giuseppa che, per l'apprensione durante l'attesa dei familiari, a Napoli mentre infuriava la repressione, perse la voce a causa di una tracheite, che aggravandosi la condusse alla morte il 25 novembre 1848.

## Opere
Le opere di Maria Giuseppa Guacci Nobile si possono sommariamente suddividere in componimenti poetici (il gruppo più numeroso e più ufficiale), scritti storici e scritti sull'educazione.
A parte gli scritti pubblicati in vita e poche altre edizioni postume, molti testi rimangono ancora inediti. Del 1839 è un Carlo di Montebello. La prima edizione della Rime esce nel 1832, presso Fibreno, seguita da una seconda edizione del 1839 (Napoli, Stamperia dell'Iride) e una terza, accresciuta e in due volumi, del 1847 (Napoli, Stamperia dell'Iride). Sul Foglio settimanale, 1, 1839, pp. 82–84, compare Di qual poesia abbisogna il secolo presente.
L'opera pedagogica Alfabeto viene pubblica a Napoli, Stamperia dell'Iride, nel 1841, con una seconda edizione dell'anno dopo corredata dalle Prime letture. Durante le manifestazioni per la Costituzione scrisse un libello Alle donne d'Italia concordi nell'amore di patria...pensieri di una compatriota (Livorno, 1847). Postumi uscirono Sonetti inediti a cura di Emilia Nobile (Nuova Cultura, 2, 1926), e una Storia del colera e di alcuni costumi napoletani del 1837, a cura di Carolina Fiore Nobile, (Napoli, Regina 1978).
Rimangono inedite (secondo un catalogo proposta da Anna Balzerano): poesie varie (canzoni e componimenti d'occasione, anacreontiche, terzine, canti, dialoghi e traduzioni); prose di argomento politico-patriottico (conservati nella Biblioteca Nazionale di Napoli); gli studi di letteratura (sulla tragedia, con particolare attenzione per il Saul e la Virginia di Alfieri, su Shakespeare, Goethe e Schlegel); e soprattutto un vasto epistolario: lettere familiari ancora nelle carte di casa Nobile, lettere a Irene Ricciardi nelle carte Ricciardi della Biblioteca Nazionale di Firenze, lettere ad Antonio Ranieri nelle carte Ranieri della Biblioteca Nazionale di Napoli, lettere a Paolo Ruggiero nelle carte Ruggiero della Società Napoletana di Storia Patria, lettere a Salvatore Betti nelle carte Betti della Biblioteca nazionale di Roma. Nel 2021 è stata pubblicata una novella inedita dal titolo Lettere di Michelangelo al padre, manoscritto conservato presso l'archivio storico dell'Osservatorio di Napoli (Napoli, INAF-Osservatorio Astronomico di Capodimonte).

## Curiosità
Ad essa è stato intitolato l'Istituto Magistrale di Benevento, una delle più grandi scuole d'Italia, avente vari indirizzi liceali: scientifico, linguistico, scienze umane e musicale.